# San Bartolomé (Orihuela)
San Bartolomé es una pedanía del municipio español de Orihuela, en la comarca de la Vega Baja del Segura, en Alicante. Su Alcalde pedáneo es José Manuel Balaguer. Cuenta con 2326 habitantes en todo su territorio (INE, 2021).